# NGC 1896
NGC 1896 is een open sterrenhoop in het sterrenbeeld Voerman. Het hemelobject werd op 16 januari 1784 ontdekt door de Duits-Britse astronoom William Herschel.